# 里德委员会
里德委员会（英語：Reid Commission）是一个由英属马来亚联合邦政府成立的独立委员会。其最主要的工作是负责在1957年8月31日马来亚从大英帝国独立之前，起草《马来亚联合邦宪法》。

## 制宪会议
1956年1月18日至2月6日，英国政府在英国伦敦举办《马来亚联合邦宪法》的起草事宜讨论会议。由马来统治者的四名代表、联合邦首席部长（东姑阿都拉曼）、三名部长、英国驻马来亚高级专员及其顾问所组成的马来亚联合邦的代表团出席了这个制宪事宜会议。
该会议议决成立一个独立委员会，为马来亚联合邦制定一套宪法。该议决获得伊丽莎白二世女王和马来统治者们接受。

## 委员会成员
1956年3月，英属马来亚联合邦政府成立了一个里德委员会负责制定《马来亚联合邦宪法》，以实现完全自治和独立的马来亚联合邦。为此，伊丽莎白二世女王和马来统治者们任命了五名委员会成员。该委员会由来自英联邦成员国的宪法专家组成，并由杰出的英国政治家詹姆士·里德勋爵领导。该委员会原本包括一名来自加拿大的代表，但由于其健康原因而未能出席该委员会的会议。
五名里德委员会成员如下：
- 詹姆士·里德（英语：James Reid, Baron Reid）（主席）
- 艾佛·詹宁斯（英语：Ivor Jennings）
- 威廉·麦克凯尔（英语：William McKell）
- 马利克
- 哈里姆·阿都拉·哈米德

## 会议和备忘录
1956年6月至1956年10月期间，里德委员会共举行了118次有关宪法内容起草事宜的会议，并收到了来自不同个人和组织的131份有关宪法制定的建议备忘录，其中包括联盟党和马来统治者会议的提案。

## 最终报告
1957年2月21日，里德委员会将他们的《马来亚联合邦宪法》草案提交到工作委员会进行审查。工作委员会由马来统治者们的四名代表、联盟党、英国驻马来亚高级专员、英属马来亚政府布政司和英属马来亚总检察长的四名代表组成。《马来亚联合邦宪法》也确立了即将于1957年8月31日独立的马来亚联合邦将会沿袭英国的政治制度，是一个君主立宪制、选举议会民主制和三权分立的国家。

### 宪法内容
- 第一章：概述
- 第二章：历史介绍
- 第三章：公民身份
- 第四章：国会和行政机关
- 第五章：立法权和行政权的划分
- 第六章：司法机构
- 第七章：财务
- 第八章：公共服务
- 第九章：公民基本权利
- 第十章：州属
- 第十一章：定居点
- 第十二章：建议摘要

## 制定宪法
尽管宪法草案体现了联邦制和君主立宪制等概念，但里德委员会提议的《马来亚联合邦宪法》同时也包含了保护马来人特殊地位的条款（例如：马来人接受高等教育和担任公务员的配额），以及使伊斯兰教成为马来亚联合邦的的官方宗教。此外，宪法也确立了马来语成为马来亚的国语和官方语言的地位，但中文和淡米尔文的母语教育权将受到宪法保护。
尽管东姑阿都拉曼和马来统治者们要求里德委员在制宪时确保「在独立的马来亚，所有国民都应享有平等的权利，特权和机会，并且不得因种族和信仰而受到歧视」，但里德委员会认为马来人的特殊地位是平权行动的一种形式，而这一立场在当时于1955年马来亚大选胜选执政的巫统中得到了大多数人的支持。因此，马来人特权条款被纳入《马来亚联合邦宪法》第3、152和153条文。
在里德委员会的建议下，英国国会于1957年6月通过了新的《马来亚联合邦宪法》。随后该宪法草案于1957年8月15日提交到马来亚联合邦立法会辩论并通过。新宪法于1957年8月27日，在马来亚从英国独立前3天就正式生效。
为使新宪法生效，里德委员会设计的制宪机制包括以下内容：
- 英国国会通过《1957年马来亚联合邦法令》。
- 英国政府和马来亚联合邦政府签订《1957年马来亚联合邦协定》。
- 马来亚联合邦立法会通过《1957年马来亚联合邦宪法条例》。
- 所有9个马来州属的立法委员会通过立法动议赋予《马来亚联合邦宪法》成为最高法律。

## 后续发展
1963年，新加坡、沙巴和砂拉越与马来亚联合邦合并组建马来西亚联邦。因此，马来亚联合邦政府对其宪法进行了大规模修订，如今该宪法被称为《马来西亚联邦宪法》。